# Hrabanus Maurus
Hrabanus (Rabanus eller Rhabanus) Maurus (776 i Mainz – 856 i Winkel i Rheingau) var en tysk teolog. 
Hrabanus (Ravn) fik sin første uddannelse i Fuldaklosteret, studerede senere i Tours under Alkuin, som gav ham tilnavnet Maurus for dermed at sige, at han var hans kæreste discipel, ligesom Maurus var den hellige Benedikts. 804 blev Hrabanus Maurus lærer ved klosterskolen i Fulda, som han gjorde til Frankerrigets mest ansete, og Walahfrid Strabo, Servatus Lupus, Ottfrid og Gottschalk var hans disciple.
Han rummede hele sin tids viden, ansås for sin tids største digter og kaldtes "den første præceptor Germaniæ" for de mange og betydelige skolebøger, han skrev. 822 blev Hrabanus abbed i Fulda efter 20 års virksomhed. Han trak sig tilbage for helt at ofre sig for videnskaben. 847 blev han dog ærkebisp i Mainz og døde som sådan. Hans samlede skrifter udgaves af Colvenerius (Köln 1627) og er trykt hos Migne i Series Latina, 107.—112. bind; hans digte findes i Monum. Germ. Poetæ Latini, II, 154 f., hans breve i Monum. Germ. Epist., V, 379 f.